# Walisische Badmintonmeisterschaft 2006
Die Walisische Badmintonmeisterschaft 2006 fand in Cwmbran statt. Es war die 54. Austragung der nationalen Titelkämpfe im Badminton in Wales.

## Titelträger
| Disziplin    | Sieger                             |
| ------------ | ---------------------------------- |
| Herreneinzel | Martyn Lewis                       |
| Dameneinzel  | Harriet Johnson                    |
| Herrendoppel | Martyn Lewis Matthew Hughes        |
| Damendoppel  | Joanne Muggeridge Rachele Phillips |
| Mixed        | Paul Le Tocq Kate Ridler           |